# فریبا کوثری
فریبا کوثری (زادهٔ ۱ آذر ۱۳۴۵ زاهدان) بازیگر ایرانی است. او دارای مدرک تحصیلی دیپلم اقتصاد است.

## فیلم‌شناسی

### سینما
| سال تولید |                 | کارگردان           |
| --------- | --------------- | ------------------ |
| ۱۳۹۹      | هرماس           | مهدی صاحبی         |
| ۱۳۹۵      | عشقولانس        | محسن ماهینی        |
| ۱۳۹۰      | بی‌تابی بیتا     | مهرداد فرید        |
| ۱۳۹۰      | فرزند خوانده    | وحید نیکخواه آزاد  |
| ۱۳۸۷      | شیرین           | عباس کیارستمی      |
| ۱۳۸۷      | سوپر استار      | تهمینه میلانی      |
| ۱۳۸۶      | دل شکسته        | علی رویین‌تن        |
| ۱۳۸۶      | شرقی            | عبدالرضا منجزی     |
| ۱۳۸۳      | نگاه            | سپیده فارسی        |
| ۱۳۷۴      | یک داستان واقعی | ابوالفضل جلیلی     |
| ۱۳۷۲      | پایان کودکی     | کمال تبریزی        |
| ۱۳۷۱      | نصف جهان        | مرتضی شاملی        |
| ۱۳۷۱      | خسوف            | رسول ملاقلی‌پور     |
| ۱۳۷۰      | آقای بخشدار     | خسرو معصومی        |
| ۱۳۷۰      | آواز تهران      | کامران قدکچیان     |
| ۱۳۶۹      | نقش عشق         | شهریار پارسی‌پور    |
| ۱۳۶۹      | جستجو در جزیره  | مهدی صباغ زاده     |
| ۱۳۶۹      | ابلیس           | احمدرضا درویش      |
| ۱۳۶۸      | مرگ پلنگ        | فریبرز صالح        |
| ۱۳۶۸      | دندان مار       | مسعود کیمیایی      |
| ۱۳۶۸      | صنوبرهای سوزان  | عباس شیخ بابایی    |
| ۱۳۶۷      | در مسیر تند باد | مسعود جعفری جوزانی |

### تلویزیون و شبکه نمایش خانگی
| نام مجموعه          | کارگردان                       | سال تولید | شبکه     |
| ------------------- | ------------------------------ | --------- | -------- |
| از یاد رفته         | برزو نیک نژاد                  | ۱۴۰۴      | فیلم نت  |
| بازپرس              | احمد معظمی                     | ۱۴۰۲      | شبکه یک  |
| مسافران شهر         | احمد معظمی                     | ۱۴۰۱      | شبکه پنج |
| پرگار               | شهرام شاه حسینی                | ۱۳۹۹      | شبکه یک  |
| فوق سری             | مهدی فخیم زاده                 | ۱۳۹۴      | شبکه یک  |
| انقلاب زیبا         | بهرنگ توفیقی                   | ۱۳۹۳      | شبکه یک  |
| کیفر                | حسین تبریزی                    | ۱۳۹۳      | شبکه دو  |
| بوی باران           | حسین تبریزی                    | ۱۳۹۲      | شبکه دو  |
| یلدا                | حسن میرباقری                   | ۱۳۹۱      | شبکه سه  |
| پنجره               | قدرت‌الله صلح میرزایی           | ۱۳۹۰      | شبکه پنج |
| سقوط یک فرشته       | بهرام بهرامیان و حمید بهرامیان | ۱۳۹۰      | شبکه یک  |
| دیوار               | سیروس مقدم                     | ۱۳۹۰      | شبکه یک  |
| مختارنامه           | داوود میرباقری                 | ۱۳۸۹      | شبکه یک  |
| بانو                | فرید سجادی حسینی               | ۱۳۸۹      | شبکه سه  |
| دلنوازان            | حسین سهیلی زاده                | ۱۳۸۸      | شبکه سه  |
| بی گناهان           | احمد امینی                     | ۱۳۸۷      | شبکه سه  |
| بی صدا فریاد کن     | مهدی فخیم زاده                 | ۱۳۸۶      | شبکه دو  |
| معصومیت از دست رفته | داوود میرباقری                 | ۱۳۸۲      | شبکه سه  |
| جوانی               | سعید سلطانی                    | ۱۳۸۰      | شبکه سه  |
| شمارش معکوس         | محرم زینال‌زاده                 | ۱۳۷۴      |          |
| هدف گم‌شده           | یوسف سیدمهدوی                  | ۱۳۷۳      |          |
| عقیق                | حمید تمجیدی                    | ۱۳۶۸      | شبکه دو  |
| بخش چهار جراحی      | مسعود فروتن                    | ۱۳۶۷      |          |